# ريمون أدولف
ريمون أدولف سيري دو ريفيير (20 مايو 1815 - 16 فبراير 1895) كان مهندسًا عسكريًا وجنرالًا فرنسيًا أحدثت أفكاره ثورة في تصميم التحصينات في فرنسا. أطلق اسمه على نظام سيري دي ريفيير للتحصينات الذي شُيد بعد الحرب الفرنسية البروسية عام 1870. كان يُكنى بفوبان في القرن التاسع عشر، وهو تمييز يتقاسمه مع نظيره البلجيكي هنري ألكسي بريالمون.

## سيرة
ولد ريموند أدولف سيري دو ريفيير في 20 مايو 1815 في ألبي بفرنسا. كانت عائلته جزءًا من طبقة النبلاء المتأخرة في القرن السابع عشر. درس في باريس، وقُبل عام 1833 في مدرسة سان سير العسكرية، لكنه اختار عدم الدخول، مفضلاً متابعة دراسة القانون. التحق بالمدرسة متعددة التقانات في عام 1835، حيث كان من بين الطلاب أدولف تيير، رئيس الوزراء المستقبلي. بعد عامين في البوليتكنيك، غادر برتبة ملازم أول.
في عام 1839 انضم إلى فوج المهندسين الثاني في أراس حيث صقل دراسته، مستوحاة من أفكار ماركيز دي مونتاليمبيرت ‏. رُقي إلى رتبة ملازم عام 1841، ثم نقيب درجة ثانية في يناير 1843، ورُشح إلى دائرة الهندسة فيتولون، في أبريل من نفس العام، أظهر قدراته في هذا المنصب في تصميم التحصينات. شمل عمله في تولون ثكنة المركز وحصن رأس بران. أثناء وجوده في تولون تزوج ابنة عمدتها في سبتمبر 1847.
تم تعيينه تباعا في:
- بيربينيا في أكتوبر 1848.
- كاستر في مارس 1849.
- قرقشونة في يوليو 1853.
- أورليان في مارس 1860 (بعد أن شارك في حرب الاستقلال الإيطالية الثانية عام 1859).
- باريس الشمالية في أكتوبر 1860.
- نيس في يناير 1862.
- متز في أغسطس 1864.
- ليون في أبريل 1868.

استخدمت فكرته الحاكمة بشأن التحصينات - للدفاع عن مكان معين باستخدام حصون منفصلة مرتبة في خط - لأول مرة في الأماكن التي عمل فيها سيري دو ريفيير: تولون، وكذلك نيس (رأس الكلب ودرات ودو لا رفيير) وميتز (حصون سانت كوينتين وبلابفيل وسانت جوليان وكيلو وليون (تطويق يربط بين حصون كالوير ومونتيسوي.).

## الحرب الفرنسية البروسية
في عام 1870، تمكن ريمون أدولف من السيطرة على تمرد حضري في ليون ووضع المدينة في حالة دفاع؛ أكسبته هذه الإنجازات ترقية إلى رتبة عميد في أكتوبر. بعد ثلاثة أشهر، عُين قائدًا لمهندسي الفيلق الرابع والعشرين لجيش الشرق بأوامر من الجنرال شارل دينيس بورباكي ‏، وحصل على الفضل الكبير في الانتصار الفرنسي. حصل هذا على ترقية إلى رتبة قائد مهندسي الجيش الشرقي. بعد بضعة أسابيع على رأس مهندسي الفيلق الثاني بجيش فرساي، قاد حصار فور ديسي ‏ وفور دو فانف فور دو مونروج، التي كانت محتلة خلال البلدية، وأستولى عليها في مايو 1871. في خريف 1871، كان سيري دي ريفيير مسؤولاً عن مراجعة الدفاعات الفرنسية على طول الحدود الإيطالية. في عام 1872، أعد تحليلاً عن سقوط ميتز في عام 1870 للمارشال فرانسوا أشيل بازين ، مع تقرير كامل منشور بعد 6 مارس 1873.

## الوفاة
توفي ريمون أدولف في 16 فبراير 1895 في باريس. ودُفن في مقبرة بير لاشيز في قبر متواضع عليه نقش "Lapides clamabunt" («ستشهد الأحجار»).